# Сретенский уезд
Сретенский уезд — административно-территориальная единица Российской империи и РСФСР с центром в городе Сретенске, существовавшая в 1775—1798 и 1922—1926 годах.
Сретенский уезд был образован в ходе административной реформы Екатерины II в 1775 году в составе Удинской провинции Иркутской губернии. В 1783 году уезд был отнесён к Нерчинской области Иркутского наместничества. В ходе контрреформы Павла I в 1798 году Сретенский уезд был упразднён, а его территория передана в Нерчинский уезд Иркутской губернии.
Вторично Сретенский уезд был образован в марте 1922 года в составе Забайкальской области Дальневосточной республики (с ноября 1922 года — Забайкальская губерния РСФСР). 18 февраля 1924 года к Сретенскому уезды были присоединены части Александрово-Заводского и Нерчинско-Заводского уездов Забайкальской губернии, а также часть Свободненского уезда Амурской губернии.
К началу 1926 года уезд включал город Сретенск, 9 волостей (Аргунская, Богдатская, Газимуро-Заводская, Капунская, Нерчинско-Заводская, Покровская, Сретенская, Усть-Карийская, Шелопугинская), 161 сельсовет и 209 селений.
4 января 1926 года при ликвидации Забайкальской губернии Сретенский уезд был упразднён, а его территория вошла в Сретенский округ Дальневосточного края.